# Puerto de Ricken
Ricken Pass es un puerto de montaña en el Cantón de San Galo en Suiza. Conecta con el valle Linth y el de Toggenburg a una altitud máxima de 790 m. El paso está atravesado por una carretera, que tiene una pendiente máxima del 9%. El túnel de Ricken, un túnel ferroviario de 8,6 kilómetros de largo, pasa por debajo del puerto.